# 索莱达尔市镇
索莱达尔市级市镇（羅馬化：Soledarska miska hromada）是乌克兰顿涅茨克州巴赫穆特区的一个市镇，行政中心为索萊達爾。市镇面积为567.1平方公里，2023年人口数量为19,753人。

## 居民点
该市镇包括37个居民点：一个城市（索萊達爾）、32个村庄和4个乡村居民点。
- 部分村庄： 巴赫穆茨凱、貝雷斯托韋、沃洛德米里夫卡、扎利茲尼揚斯凱、明基夫卡、帕拉斯科維伊夫卡、雅科夫利夫卡
- 部分乡村居民点：斯皮爾內